# Giovanni Maria Bononcini
Giovanni Maria Bononcini (Montecorone (nu frazione van de gemeente Zocca in de provincie Modena), gedoopt 23 september 1642 - Modena, 18 november 1678) was een Italiaans violist en componist.

## Leven
Zijn opleiding kreeg Bononcini hoogstwaarschijnlijk van Marco Uccellini. Hij werkte aanvankelijk als kapelmeester in de kerken San Giovanni in Monte en San Petronio in Bologna en was lid van het hoog aangeschreven Accademia Filarmonica. Bononcini ging in 1671 terug naar Modena, waar hij als hofviolist van de hertogin-weduwe Laura d'Este werd aangenomen. Vanaf 1674 tot aan zijn dood was hij er kapelmeester van de Dom. Zijn beide zoons Giovanni Battista Bononcini en Antonio Maria Bononcini werden ook bekende componisten.

## Oeuvre
Bononcini schreef vocale en instrumentale muziek voor verschillende bezettingen en maakte in zijn instrumentale muziek een duidelijk onderscheid in stijl tussen kerkmuziek (da chiesa) en wereldlijke muziek (da camera). Door meerder dansen te combineren (Bononcini componeerde er rond de 150) entstonden de kamersonates (op. 4, op. 9, op. 7 en op. 12). Wat betreft de kerksonate gaf hij de bestaande canzone-sonate met sterke ritmewisselingen een vaste vorm met meerdere delen. Zijn 29 triosonates zijn met hun vorm, hun cantabile-stijl en de krachtige klankkleur een voorbode van de stijl van Arcangelo Corelli. In sommige sonates is scordatura voorgeschreven. In zijn vocale werken domineert de solostem, terwijl de instrumentale begeleiding duidelijk op de achtergrond blijft. Bononcini was ook als muziekkopiist actief.
- op. 1 Primi Frutti del Giardino Musicale à due violini e basso (Venetië, 1666)
- op. 2 Sonate da camera, e da ballo a 1, 2, 3 e 4 (Venetië, 1667)
- op. 6 Sonate da chiesa à due violini (Venetië, 1673)
- op. 9 Trattenimenti musicali à tre & à quattro stromenti (Bologna, 1675)
- op. 12 Arie e Correnti à tre, due violini e violone (Bologna, 1678)
- Talrijke madrigalen en aria's
- 2 opuswerken Cantate per camera a voce sola (1677-1678)
- 1 Opera I primi voli dell’aquila Austriaca del soglio imperiale alla gloria (Modena, 1667)
- Musico prattico, verhandeling over muziek, verschenen in 1673.